# طه ميقاتي
طه ميقاتي رجل أعمال وملياردير لبناني، شقيق الملياردير ورئيس وزراء لبنان نجيب ميقاتي.
أسس مع شقيقه نجيب، شركة الاتصالات انفستكوم Investcom في العام 1980.